# كيفين هانسين
كيفين هانسين (بالألمانية: Kevin Hansen)‏ (13 أغسطس 1979 بهامبورغ في ألمانيا - ) هو لاعب كرة قدم ألماني في مركز الوسط. لعب مع إرتسغيبيرغه آوه وهانزا روستوك وSC Vorwärts-Wacker 04 ‏.

## روابط خارجية
- كيفين هانسين على موقع قاعدة بيانات كرة القدم.إي يو (الإنجليزية)
- كيفين هانسين على موقع بيانات كرة القدم. دي إي (الألمانية)
- كيفين هانسين على موقع عالم كرة القدم.نت (الإنجليزية)